# Louis-Constantin de Rohan
Pour les articles homonymes, voir Cardinal de Rohan.
Pour les autres membres de la famille, voir Maison de Rohan.
Louis-César-Constantin de Rohan-Guéméné (Paris, 24 mars 1697 - Paris, 11 mars 1779), est un prélat français. Il est connu sous le nom de cardinal de Rohan, mais cinq autres membres de la maison de Rohan sont également connus sous le même nom (voir : cardinal de Rohan), notamment Louis-René de Rohan-Guéméné resté célèbre à cause de sa compromission dans l'affaire du collier de la reine.
Commandeur de l'ordre du Saint-Esprit en 1753, il est nommé prince-évêque de Strasbourg et landgrave d'Alsace en 1756. Cinq ans plus tard, il est créé cardinal par le pape Clément XIII le 23 novembre 1761.

## Biographie

### Origines

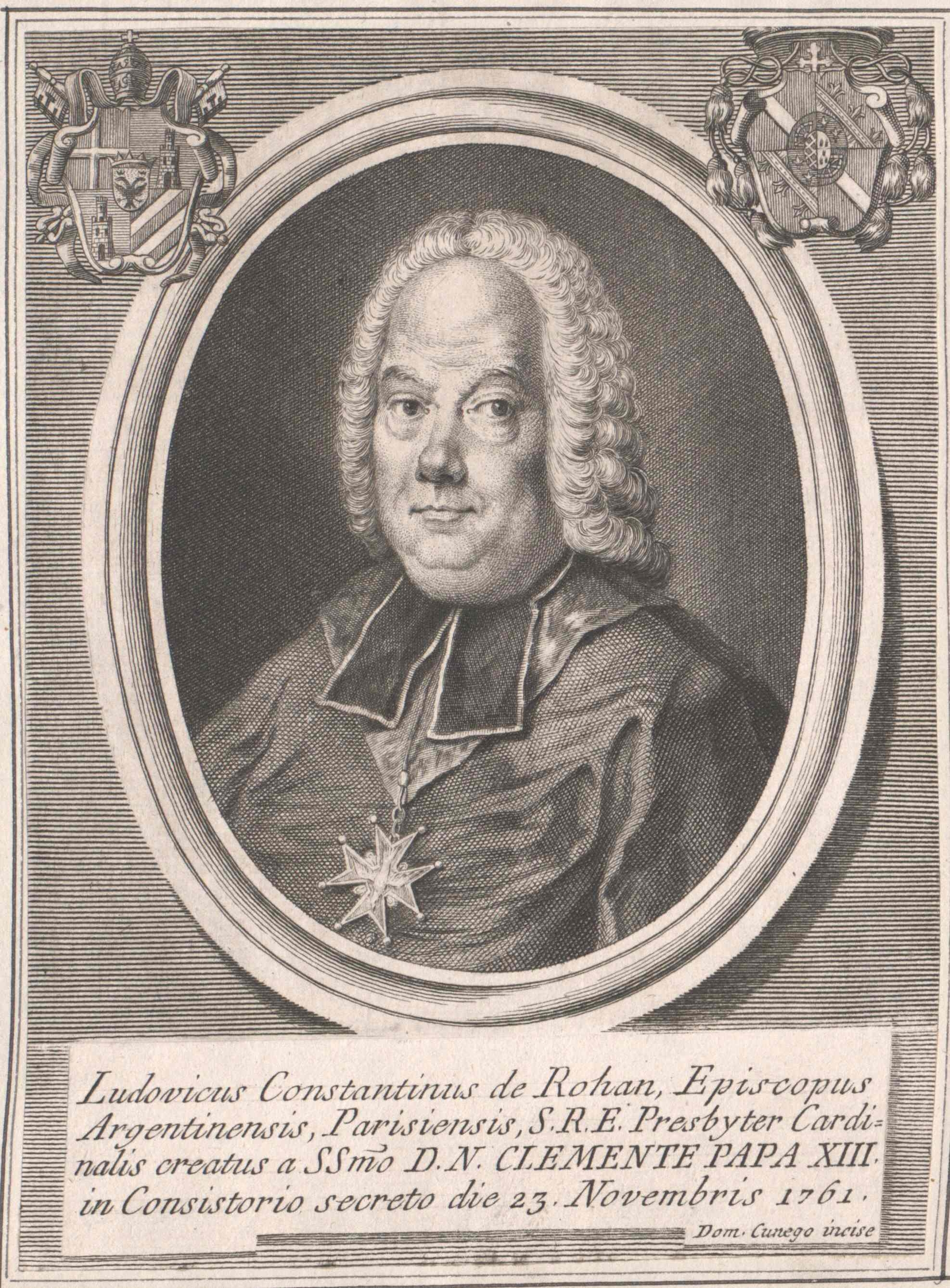
Louis-Constantin de Rohan

Louis-César-Constantin de Rohan-Guéméné appartient à la Maison de Rohan, une ancienne et puissante famille de la noblesse bretonne dont l'origine remonte au XIe siècle.
Fils de Charles III de Rohan, cousin d'Armand-Gaston-Maximilien de Rohan, et de sa seconde femme, Charlotte-Élisabeth de Cochefilet (1657-1719). Il est le quatorzième et dernier enfant du couple.

### Jeunesse
Son frère Armand-Jules de Rohan-Guémené, futur archevêque de Reims, ayant choisi l'état ecclésiastique, Louis-César-Constantin de Rohan embrasse dans un premier temps la carrière des armes.
Il devient officier de marine dans la Marine royale, puis est promu capitaine de vaisseau en 1720.

### Au service de l’Église
En 1732, alors âgé de 35 ans, il est nommé chanoine et grand-prévôt de Strasbourg, et entre dans la carrière ecclésiastique. En 1734, il est nommé abbé de Lyre près d'Évreux, puis premier aumônier du Roi en 1748. Il devient abbé de Saint-Epvre l'année suivante, en 1749.
Il est fait prélat-commandeur du Saint-Esprit en 1753.
Il est ensuite nommé prince-évêque de Strasbourg et landgrave d'Alsace en 1756 à la mort de son oncle Armand de Rohan-Soubise.
Cinq ans plus tard, il est créé cardinal par le pape Clément XIII lors du consistoire du 23 novembre 1761, mais ne sera pas grand aumônier contrairement aux autres Rohan, évêques de Strasbourg.
Il ne prend pas part au conclave de 1769, convoqué à la mort du pape Clément XIII, ni au conclave de 1774-1775, convoqué à la mort du pape Clément XIV.
Il décède en son hôtel rue de Varenne à près de 82 ans. Son corps est transporté en l'église du couvent des Feuillants de la rue Saint-Honoré, « lieu de la sépulture de sa Maison ».

### Successeur
C'est son petit-neveu qui lui succède, Louis-René de Rohan-Guéméné, cardinal-évêque de Strasbourg. Il sera compromis dans l'affaire du collier de la reine.

## Armoiries
| Blason | Blasonnement : Écu : Écartelé, aux 1 et 4 : de gueules, à une bande d'argent chargée d'une cotice de sinople (qui est de l'Évêché de Strasbourg) ; aux 2 et 3 : de gueules, à la bande d'argent, coticée, fleuronnée et contre-fleuronnée de 6 pièces du même (qui est du landgraviat de Basse-Alsace) ; sur le tout, écartelé : aux 1 et 4 : de gueules, aux deux chaînes d'or posées en orle, en croix et en sautoir, chargées en cœur d'une émeraude au naturel (qui est de Navarre) ; aux 2 et 3 : d'azur à 3 fleurs de lys d'or (qui est de France) ; sur le tout, parti, au 1 : de gueules à neuf macles d'or, posées 3, 3, 3 (qui est de Rohan) ; et au 2 : d'hermine plain (qui est de Bretagne). Commentaires : * Chapeau de cardinal (de gueules à trente houppes du même), surmontant le manteau ; - Manteau : écarlate, ou parfois représenté aux armes de Rohan et de Bretagne - Couronne de prince, surmontant l'écu ; - Épée et crosse passées en sautoir derrière l'écu ; - Cordon de commandeur de l'ordre du Saint-Esprit. |